# Frihedsbroen
Frihedsbroen er en betonbro over Kongeåen opført i 1924, fire år efter Genforeningen.
150 m nord for broen findes H.D. Kloppenborgs fristed Villa Frihed, som den er opkaldt efter.
Broen erstattede en ældre træbro, som under den prøjsiske besættelse 1864-1920 blev benyttet af dansksindede sønderjyder, når de ville til møder i Skibelund Krat 1½ km nord herfor.
Broen er udstyret med gelænder i de danske farver. Lige syd for selve broen fører en kreaturtunnel under vejen mellem engene langs åen, der hørte til Bejstrupgård i Københoved.
I 1926, to år efter broens opførelse, blev Frihedsvej mellem Københovedvej og Kongeåvej anlagt.
Hærvejen og Hærvejsruten passerer over broen og der er adgang til Kongeåstien herfra.
Ved broen findes en rasteplads med information om Kongeåen og Kongeåstien + bålplads og 2 shelters.

## Galleri
- 3. etape af PostNord Danmark Rundt 2023

## Eksterne referencer
- https://skibelundkrat.inst.vejen.dk/historien/frihedsbroen/
- http://kongeaastien.dk/da/content/frihedsbroen

55°26′06″N 9°06′34″Ø / 55.4351°N 9.10954°Ø